# Votiefsteen

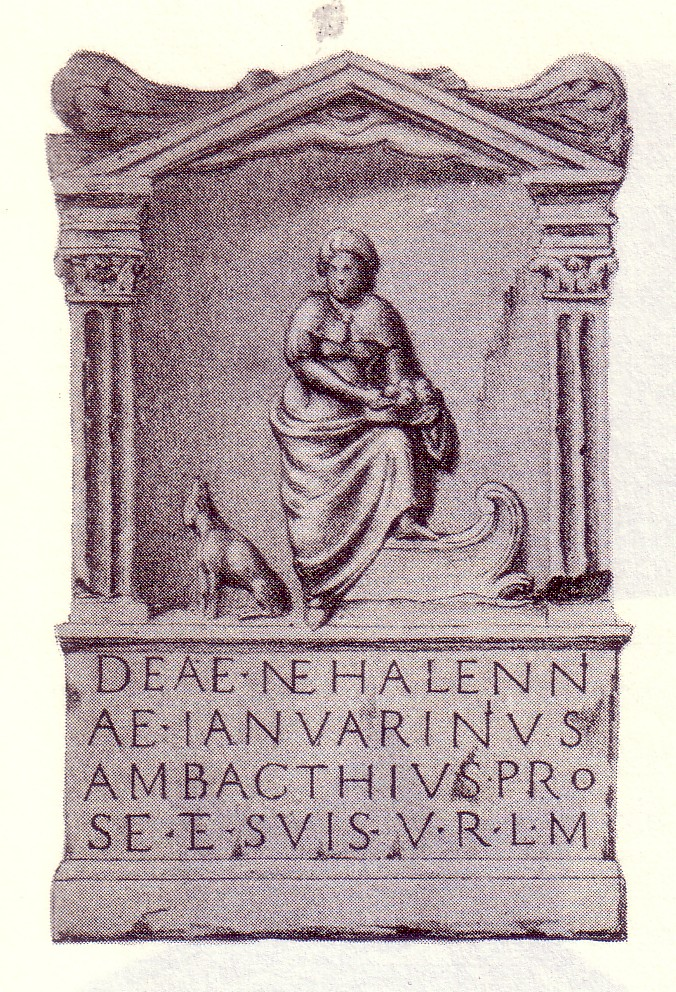
Votiefsteen gewijd aan Nehalennia

Een votiefsteen, wijsteen, votief- of wijaltaar is een votiefgave in de vorm van een steen of stenen tafel met inscriptie, beeldhouwwerk of schildering waaruit blijkt dat een gelofte aan de godheid vervuld is. De term wordt vooral gebruikt voor votiefstenen uit de Romeinse periode. Latere votiefstenen worden meestal aangeduid als ex voto's.
In 1647 werden resten van de tempel van Nehalennia, de Keltisch-Germaanse beschermgodin van vissers en zeelui, en meerdere votiefstenen ontdekt toen door een storm een stuk Zeeuws duin werd weggeslagen. Deze ontdekking veroorzaakte een golf van opwinding onder wetenschappers, maar raakte al gauw in de vergetelheid toen de Domburgse kerk, waar de votiefstenen bewaard werden, door brand instortte. Sinds een visser er in 1970 een opviste is er door amateurduikers gericht naar gezocht en zijn er veelvuldig dergelijke stenen gevonden bij Colijnsplaat en bij Domburg, op de plaats waartussen destijds de monding van de Schelde lag. De votiefstenen werden waarschijnlijk geofferd als dank voor een behouden thuiskomst van schippers die naar Brittannië voeren.

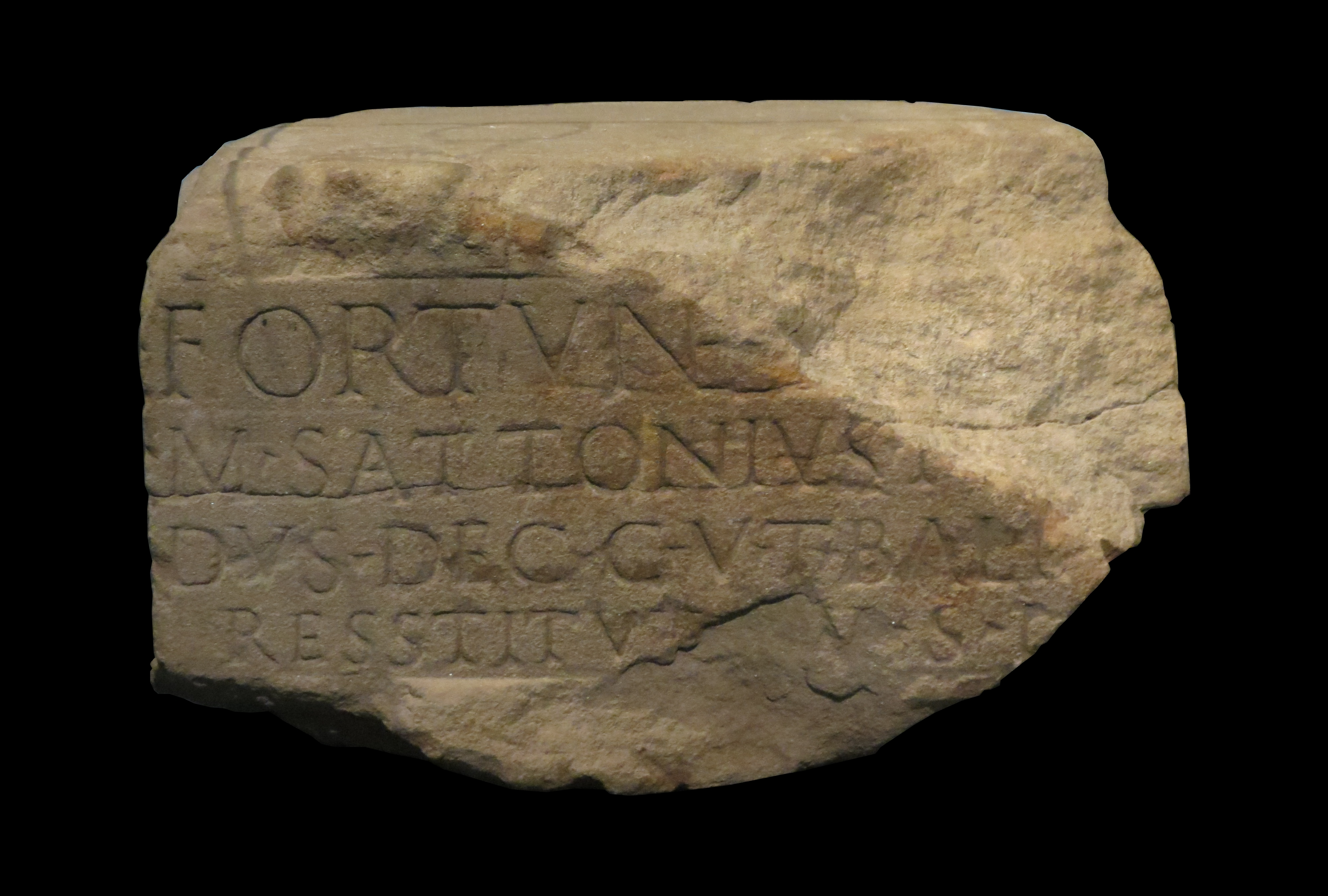
Votiefsteen gewijd aan Fortuna (Thermenmuseum, Heerlen)

In de Romeinse thermen van Heerlen is een votiefsteen gewijd aan Fortuna gevonden, die na de restauratie in de derde eeuw werd gelegd door raadslid Marcus Sattonius lucundus uit Colonia Ulpia Traiana (Xanten).
In het oosten van de Akense binnenstad zijn in 2016 sokkels en inscripties van minstens tien wijaltaren teruggevonden. Waarschijnlijk bevond zich daar een cultuscentrum voor beneficiarii, stafmedewerkers van Romeinse stadhouders in belangrijke provincieplaatsen. Eén stadhouder wordt met name genoemd: Iulius Severus, van 142 tot 151 na Chr. verantwoordelijk voor Neder-Germanië. De op een andere steen genoemde beneficiarius Lucius Iucundinius Masimus is waarschijnlijk dezelfde die ook in een inscriptie in Remagen wordt vermeld.